# Ліхенологія

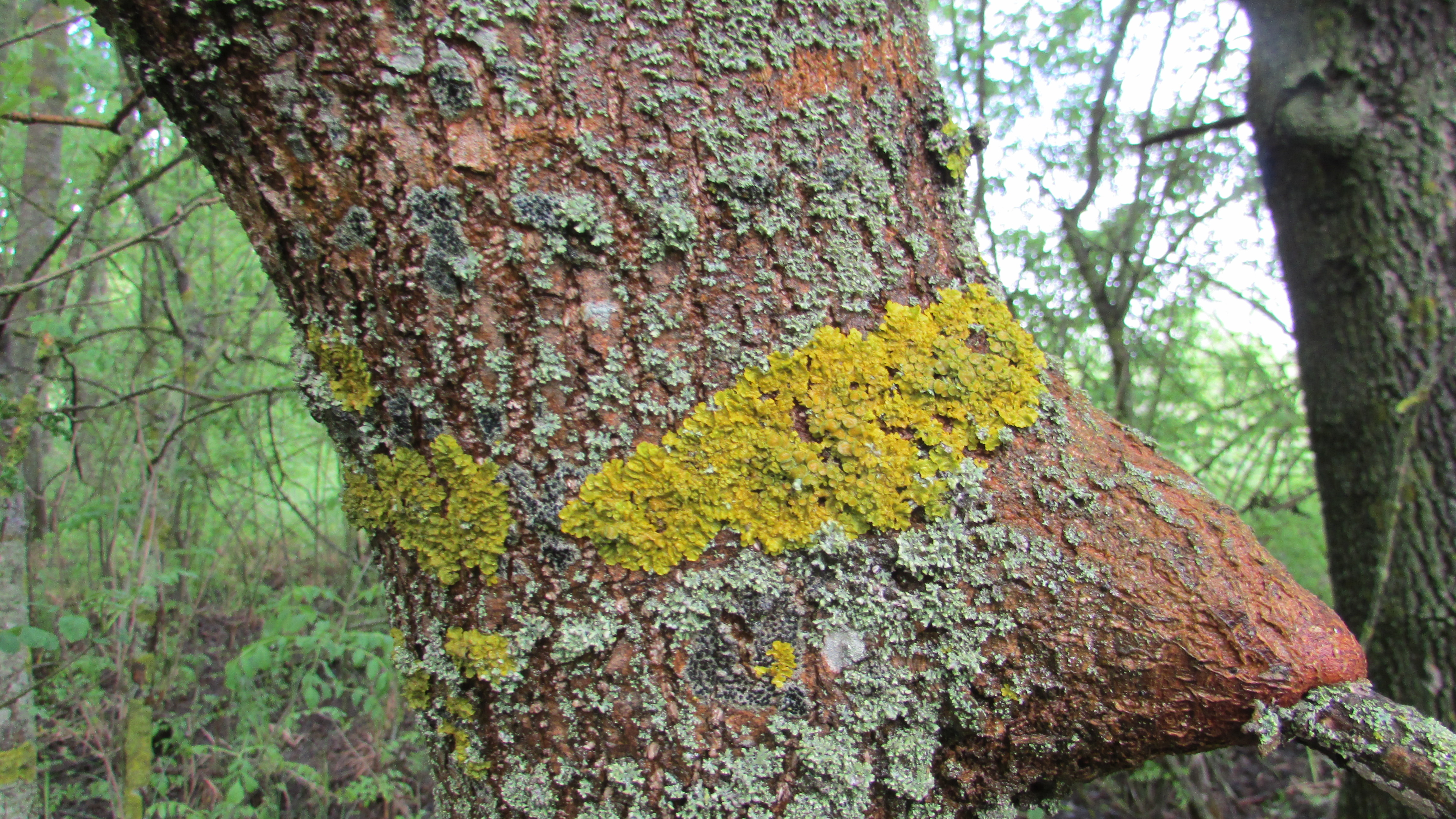
Розмаїття лишайників добре ілюструє ця і наведені нижче фотографії, зроблені у Національному природному парку «Олешківські піски»

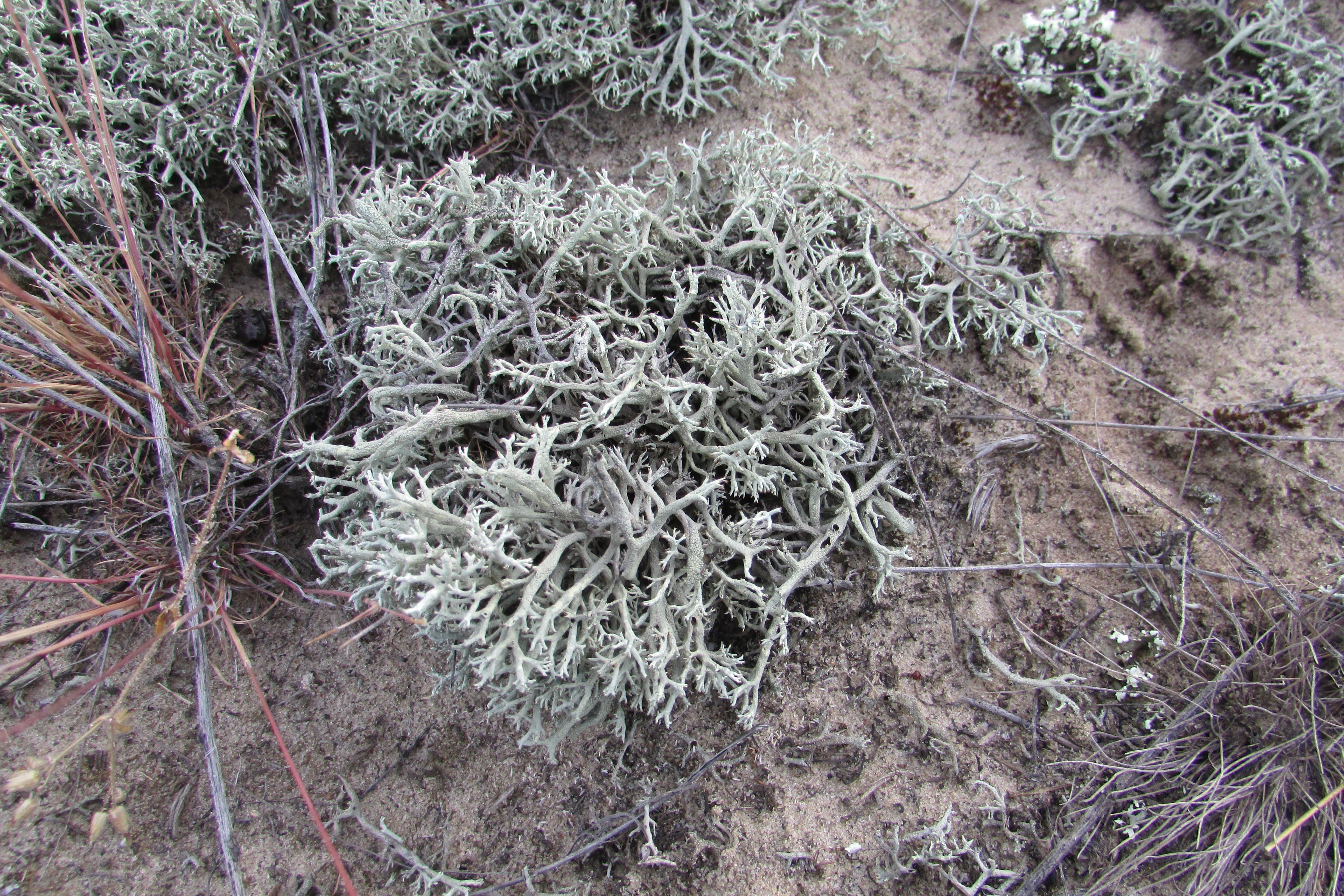

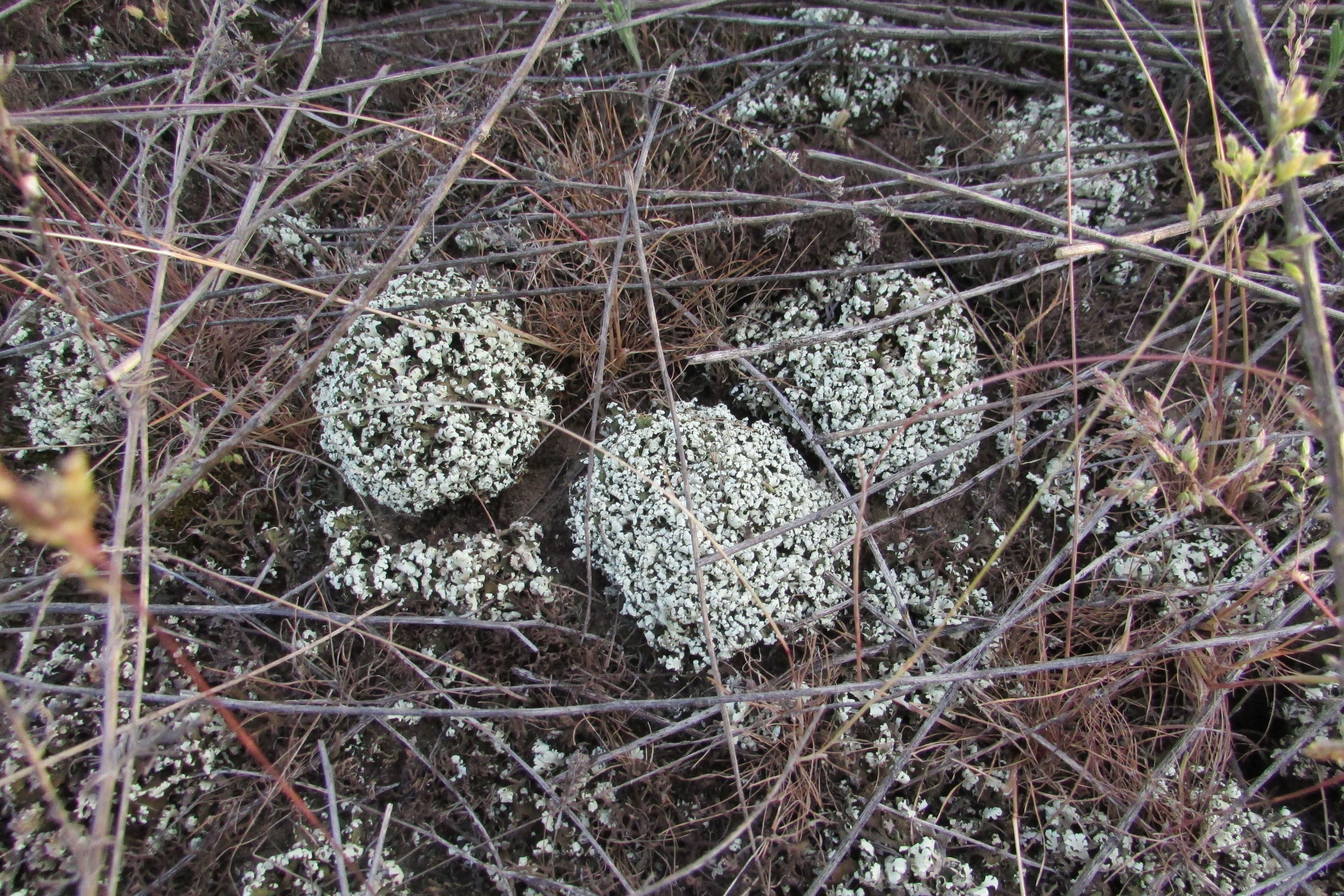

Ліхенологія (грец. leichen — лишай, лишайник та …логія) — наука про лишайники, розділ ботаніки.
Перші згадки про лишайники зустрічаються у Теофраста (4—3 ст. до н. е.). До кінця 18 ст. ліхенологічні роботи мали вигляд флористичних каталогів. Засновник ліхенології  — Е. Ахаріус (1757–1819). В 20-х роках 19 ст. були надруковані роботи німецьких ботаніків Г. Мейєра та Ф. Вальрота про анатомічну будову, живлення та розмноження лишайників; Вальрот встановив 2 типа їх будови — гомеомерний и гетеромерний. Німецький ботанік Симон Швенденер в 1867–1869 довів, що лишайник — складний організм, що складається з гриба та водорості.

## Розділи ліхенології
- Загальна характеристика лишайників
- Історія розвитку ліхенології
- Морфологія лишайників
- Накипні лишайники
- Водорості (фікобіонти) лишайників
- Гриби (мікобионти) лишайників
- Анатомічна будова лишайників
- Розмноження лишайників
- Обмін речовин у лишайниках
- Теорії про характер взаємовідносин компонентів лишайника
- Положення лишайників у системі живого світу
- Систематика лишайників
- Сумчасті лишайники клас Ascolichenes
- Базидіальні лишайники клас Basidiolichenes.
- Поліфілетичне походження лишайників